# August Prüssing
August Prüssing (* 21. September 1896 in Berlin; † 8. September 1967 in Altdorf) war ein deutscher Ingenieur.
Prüssing arbeitete bereits im Alter von 15 Jahren an Motorrädern der Marken Progress, Laurin & Klement oder Phänomen. Im Ersten Weltkrieg diente er in der Luftwaffe und vertiefte dabei seine Kenntnisse über Verbrennungsmotoren. Nach Kriegsende beschäftigte sich August Prüssing u. a. mit Motoren für Segelflugzeuge. 1921 konstruierte er einen sehr modernen 586-cm³-Zweizylinder-Zweitaktmotor mit 9 PS. Der Motor wog mit seinem getrennten Zylinderkopf aus Leichtmetall nur 17 kg. Daraufhin entstand ein Kontakt zu den Zschopauer Motorenwerken J. S. Rasmussen mit deren Marke DKW, für die Prüssing ab 1925 arbeitete.
In den folgenden Jahren entstand unter August Prüssings Regie die größte Motorradrennsport-Abteilung der damaligen Zeit. Fahrer wie Ewald Kluge, Walfried Winkler, Arthur Geiss oder Toni Bauhofer gewannen auf DKW-Werksmaschinen bis zum Zweiten Weltkrieg u. a. acht Motorrad-Europameisterschaften und 23 Deutsche Meistertitel auf der Straße sowie die Silbervase bei der 17. Internationalen Sechstagefahrt 1935 im Geländesport. Außerdem stellten DKW-Fahrer zahlreiche Geschwindigkeitsweltrekorde vor allem in den kleinen Hubraumkategorien bis 175 und bis 250 cm³ auf.
Während des Zweiten Weltkrieges übernahm August Prüssing die technische Leitung im auf Rüstungsproduktion umgestellten DKW-Stammwerk in Zschopau. Nach Kriegsende wurden die Produktionsanlagen in der sächsischen Kleinstadt demontiert und in die Sowjetunion verbracht. Prüssing konstruierte zunächst für ein Ingenieurbüro in Chemnitz wieder Motoren und Rennmotorräder. In den 1950er-Jahren arbeitete er für Hoffmann in Lintorf, wo er die Entwicklung des Motorrades Gouverneur leitete. Später war er Leiter der Versuchsabteilung bei dem Nürnberger Hersteller Victoria, wo unter anderem die Modelle Swing und Bergmeister entstanden. Noch als 70-Jähriger war er Kundendienstleiter bei der Zweirad-Union.
August Prüssing starb am 8. September 1967 im Alter von 70 Jahren in Altdorf.